# Francesc Trabal
Francesc Trabal i Benessat (Sabadell, 5 de mayo de 1899-Santiago de Chile, 8 de noviembre de 1957) fue un novelista, periodista y crítico de cine español en lengua catalana.

## Biografía
Desde muy joven trabajó en diferentes revistas y periódicos, sobre todo para el Diari de Sabadell, del que llegó a ser su director y donde firmaba como Senyor Banyeta. En este periódico local publicó crítica cinematográfica, en la que plasmó su fascinación por el cine mudo, especialmente por figuras como Charles Chaplin, Buster Keaton y King Vidor, cineastas que impactaron en su obra novelística.
Participó de una manera muy activa en la vida cultural de su ciudad. Fundó la editorial La Mirada y, junto a Joan Oliver (Pere Quart) y Armand Obiols, el llamado Grup de Sabadell. Durante la guerra civil fue miembro de la Agrupación de Escritores Catalanes y secretario de la Institució de les Lletres Catalanes.
En el año 1939 se tuvo que ir exiliado a Roissy-en-Brie en Francia, desde donde se trasladó a Chile cuando se declaró la Segunda Guerra Mundial. En Chile formó parte del PEN Club del país, y fundó, junto al escritor Hernán del Solar, la editorial Rapa-Nui (1946), especializada en literatura infantil. Murió en Santiago de Chile en 1957.

## Estilo
El modelo novelístico de Francesc Trabal se caracteriza por el erotismo, el humor y una concepción narrativa innovadora en el panorama de la literatura catalana de la época al adoptar, bajo el influjo del grupo vanguardista liderado por Jean Cocteau, la estética cinematográfica. Si bien recibe influencias del simbolismo francés, su aportación es personalísima y original, tanto en la narración como en la historia. Algunas de sus novelas son obras en clave: L'home que es va perdre, por ejemplo, establece una relación intertextual con la Divina Comedia de Dante Alighieri.
Sus novelas más reeditadas son Judita y Vals.

## Obras
- L'any que ve (1925), colección de chistes
- L'home que es va perdre (1929), novela
- Judita (1930), novela
- Quo vadis, Sánchez? (1931), novela
- Era una dona com les altres (1932), novela
- Hi ha homes que ploren perquè es sol es pon (1933), novela
- Vals (1935), novela, Premio Joan Crexells 1936
- Temperatura (1947), novela, publicada en México